# Aluniș (gmina w okręgu Kluż)
Aluniș (/Aluniʃ/)– gmina w Rumunii, w okręgu Kluż. Obejmuje miejscowości Aluniș, Corneni, Ghirolt, Pruneni i Vale. W 2011 roku liczyła 1223 mieszkańców.